# Zam
Zam – wieś w Rumunii, w okręgu Hunedoara, w gminie Zam. W 2011 roku liczyła 655 mieszkańców.